# Georges IV Kérestédjian
Georges IV Kérestédjian (en arménien Գևորգ Դ Քերեստեճյան), Georges IV de Constantinople ou Gevork IV Kostandnupolsec‘i (Գևորգ Դ Կոնստանդնուպոլսեցի ; né en 1813, mort à Etchmiadzin le 6 décembre 1882) est Patriarche arménien de Constantinople de 1856 à 1860, puis Catholicos de l'Église apostolique arménienne de 1866 à 1882.

## Biographie
Kévork Kéresdedjian est nommé évêque arménien de Bursa en 1844. Patriarche arménien de Constantinople le 17 octobre 1858, il doit se démettre le 21 avril 1860 et il redevient évêque de Bursa en octobre 1861. Il est élu Catholicos le 17 septembre 1866 et consacré le 21 mai 1867. Il fonde le Collège Kévorkian à Etchmiadzin en 1874, ainsi que son imprimerie et en 1868 sa revue officielle Ararat.